# 4A busz (Szekszárd)
A szekszárdi 4A jelzésű autóbuszvonal a Tesco Áruház és a Bottyán-hegy kapcsolatát biztosítja. Betétvonala a 4-es autóbusznak.

## Útvonala
| Tesco Áruház - Tartsay Vilmos utca - Holub József utca - Szent László utca - Mérey utca - Bottyán-hegy: | Bottyán-hegy – Mérey u. – Szent László utca – Holub József utca - Tartsay Vilmos utca - Tesco Áruház: |
| --- | --- |
| - Tesco Áruház - Tartsay Vilmos utca - Holub József utca - Szent István tér - Liszt Ferenc tér - Széchenyi utca - Szent László utca - Mérey utca - Körösi Csoma Sándor utca - Újfalussy Imre utca - Zöldkert utca - Bottyán-hegy | - Bottyán-hegy - Zöldkert utca - Újfalussy Imre utca - Körösi Csoma Sándor utca - Mérey utca - Szent László utca - Széchenyi utca - Liszt Ferenc tér - Szent István tér - Holub József utca - Tartsay Vilmos utca - Tesco Áruház |

## Megállóhelyei
| sz. | megállóhely neve        | menetidő (perc) | menetidő (perc) | átszállási kapcsolatok                       | intézmények |
| --- | ----------------------- | --------------- | --------------- | -------------------------------------------- | ----------- |
| 0   | Tesco Áruház            | 0               | 20              | 4, 4Y, 7, 7A, 7B, 88, 89, 9, 9Y, 98          |             |
| 1   | Búzavirág u.            | 2               | 18              | 4                                            |             |
| 2   | Patyolat                | 3               | 17              | 4                                            |             |
| 3   | Csengey Dénes utca      | 4               | 16              |                                              |             |
| 4   | Szövetség u.            | 5               | 15              | 2, 2Y                                        |             |
| 4   | Holub József u. 22.     | 6               | 13              | 2, 2Y                                        |             |
| 5   | Szent István tér        | 8               | 12              | 1, 4, 5, 5Y, 6, 6Y, 7, 7A, 7B                |             |
| 6   | Liszt Ferenc tér        | 9               | ∫               | 1, 4, 7, 7A                                  |             |
| 7   | Posta                   | ∫               | 9               | 1, 2, 2Y, 4, 4Y, 7, 7A, 7B, 8, 88, 89, 9, 98 |             |
| 8   | Szent László utca       | 12              | 8               | 1, 2, 2Y, 4, 4Y, 7, 7A, 7B, 88, 89           |             |
| 9   | Mérey u. óvoda          | 14              | 6               | 4, 4Y                                        |             |
| 10  | Mérey u. 45.            | 15              | 5               | 4, 4Y                                        |             |
| 11  | Körösi Csoma Sándor u.  | 16              | 4               | 4, 4Y                                        |             |
| 12  | Újfalussy Imre u. sarok | 17              | 3               | 4, 4Y                                        |             |
| 13  | Szüret u.               | 18              | 2               | 4, 4Y                                        |             |
| 14  | Zöldkert u. 14-16.      | 19              | 7               | 4, 4Y                                        |             |
| 15  | Bottyán-hegy            | 20              | 0               | 4, 4Y                                        |             |